# Горње Караџово
Горње Караџово (грч. Μονοκκλησιά, Моноклисија) је насељено место у општини Сер у периферији Средишња Македонија, Грчка. Према попису из 2021. године било је 233 становника.
Према бугарском географу и историчару, Василу Канчову, у Горњем Караџову је 1900. године живело 480 Словена хришћана. Током Првог светског рата село је настрадало и већи део мештана је избегао у Бугарску, тако је после рата остало 87 житеља. Године 1924. на њихово место је насељено 79 грчких избегличких породица, укупно 363 особа. На попису из 1928. године Горње Караџово је имало 427 становника, од чега су Грци били већина.